# Ernst Buchmüller
Ernst Buchmüller (* 11. Januar 1952) ist ein Schweizer Journalist und Moderator.

## Berufliche Laufbahn
Ernst Buchmüller studierte von 1975 bis 1981 an der Universität Zürich Germanistik, Anglistik und Journalismus; Lizentiat über Arthur Schnitzler. Seit 1981 war er als Journalist und Moderator bei Schweizer Radio DRS tätig. Er gehört zur Gründergeneration von DRS 3, von 1991 bis 2002 war er Gastgeber der Radio-Talksendung Focus.
Seit 1987 arbeitete Buchmüller auch für das Schweizer Fernsehen, wo er als Moderator und Redaktor verschiedene Musik- und Kulturprogramme betreute. Als Autor und Regisseur schuf er diverse Filmdokumentationen für das Schweizer Fernsehen bzw. 3sat, insbesondere über Schweizer Schriftsteller. Buchmüller verantwortete auch die Max-Frisch-Retrospektive jetzt: max frisch.

## Auszeichnungen
Für seine Friedrich-Dürrenmatt-Retrospektive auf 3sat wurde Ernst Buchmüller mit dem Silbernen Kabel und dem Kulturpreis der Schweizerischen Bankgesellschaft (heute: UBS) ausgezeichnet. 2008 erhielt Buchmüller für seine Dokumentation Do you speak Swiss den RGB-Preis der Berner Stiftung für Radio und Fernsehen.

## Werke

### Fernsehdokumentationen
- Der Filmer Daniel Schmid (1992)
- ... mit dem Nebel Davongekommen ... Der Filmer Beat Kuert (1993)
- Der Opernhaus Direktor - Porträt über Alexander Pereira (1994)
- Dürrenmatt - eine filmische Collage (1994)
- Fritz - Annäherung an F.D. (1994)
- Jeremias Gotthelf: Die Idylle und die Realität (1997)
- Zoë Jenny: Literatur als Heimat (1998)
- Laure Wyss – Ein Schreibleben (1999)
- Das Opernhaus Zürich (2002/03)
- Robert Walser – ein Poetenleben (2003)
- Wilhelm Tell - Dichtung & Wahrheit (2004)u
- Zürich, die Paradiesstadt (2005)
- Leben mit HIV – in der Schweiz im Jahr 2006 (2006)
- Do You Speak Swiss? (2007)
- Swissness – Die neue Liebe zum alten Schweizerkreuz (2008)
- unterwegs ... mit dem öffentlichen Verkehr in der Schweiz (2009)

### Bücher
- Luis Bolliger, Ernst Buchmüller (Hrsg.): play Dürrenmatt. Ein Lese- und Bilderbuch. Diogenes, Zürich 1996, ISBN 978-3-257-06095-9.